# Жульєн Грін
Жульєн Грін, власне Джуліан Гартрідж Грін (фр. Julien Green, англ. Julian Hartridge Green, 6 вересня 1900, Париж-13 серпня 1998, там само) — французький письменник американського походження.

## Біографія
Молодший з восьми дітей батьків-американців протестантського віросповідання, виріс у Парижі. Після смерті вкрай набожної матері в 1916 році разом з батьком та сестрами перейшов до католицизму. Брав участь у Першій світовій війні, демобілізований в 1919. У 1919-1922 роках навчався у Вірджинському університеті. Після повернення до Франції зайнявся літературою, дебютував 1924 року «Памфлетом проти католиків Франції».
1940 року, після поразки Франції, переїхав до США. У роки Другої світової війни служив в Американському бюро військової інформації, виступав на «Голосі Америки», де разом з ним працювали Андре Бретон і Юл Бріннер. Написав англійською книгу «Спогади про щасливі дні» (1942), пізніше кілька своїх франкомовних книг переклав англійською, в тому числі — за допомогою сестри, письменниці Енн Грін (1891-1979). Після війни знову повернувся до Франції.
Хоча Жульєн Грін основну частину життя прожив у Франції та послуговувався як письменник переважно французькою мовою, він ніколи не мав французького громадянства: пропозицію про натуралізацію Жоржа Помпіду в 1972 році письменник відхилив.
За власним бажанням похований після смерті у церкві святого Егідія в Клагенфурті.

## Особисте життя
Жульєн Грін був геєм. Його сексуальна орієнтація була у конфлікті з його релігійним вихованням.
Прийомний батько та коханець письменника Еріка Журдана.

## Творчість
Автор новел, драм і романів, декілька з яких здобули визнання критики та публіки («Адрієнна Мезюра», 1927; «Мандрівник по Землі», 1927; «Левіафан», 1929; «Уламки», 1932, та ін.). Жульєн Грін насамперед відомий як автор багатотомного щоденника, який вів протягом усього дорослого життя (1928-1998, 18 томів). На нові книги письменника прихильно відгукувалися Вальтер Беньямін, Герман Гессе, Хорхе Луїс Борхес, його «Щоденник» високо цінував Чоран. Гострота психологічного аналізу в романі Гріна «Будь я на вашому місці» (1947) привернула увагу Мелані Кляйн. Кілька творів письменника екранізовані.

## Українські переклади
- Грін Жюльєн. Брат Франциск / Галина Чернієнко (пер.з фр.). — К. : Юніверс, 2006. — 296с. — (Серія). — Бібліогр.: с. 288—291. — ISBN 966-8118-35-9.

Переклад Брата Франциска відзначено Премією Григорія Сковороди.

## Визнання
Велика національна літературна премія (1966). Велика літературна премія Французької Академії (1970). Перший не-француз, обраний до Французької Академії (1971). Премія Грінцане Кавур (1991) та ін нагороди.

## Твори
- Щоденник / Journal (у 19 томах, 1919—1998), Plon, Le Seuil, Fayard, Paris, 1938—2001.
- Памфлет проти католиків Франції / Pamphlet contre les catholiques de France, (під псевдонімом Теофіль Делапорт), impr. de Darantière, Dijon, 1924.
- Mont-Cinère (roman), Plon-Nourrit et Cie, Paris, 1926.
- Adrienne Mesurat (roman), Plon, Paris, 1927.
- Ключі смерті / Les Clefs de la mort, La Pléiade, Paris, 1927.
- Англійська сюїта / Suite anglaise, Les Cahiers de Paris, Paris, 1927.
- Мандрівник на землі / Le Voyageur sur la terre, éditions de la Nouvelle Revue française, Paris, 1927.
- Léviathan (roman), Plon, Paris, 1929.
- Інший сон / L'autre sommeil (roman), Gallimard, Paris, 1931.
- Уламки / Épaves (roman), Plon, Paris, 1932.
- Le Visionnaire (roman), Plon, Paris, 1934.
- Північ / Minuit (roman), Plon, Paris, 1936.
- Les Années faciles (1926—1934) (journal I), Plon, Paris, 1938.
- Derniers beaux jours (1935—1939) (journal II), Plon, Paris, 1939.
- Varouna (roman), Plon, Paris, 1940.
- Memories of Happy Days («Souvenirs des jours heureux»), en anglais, 1942
- Devant la porte sombre (1940—1943) (journal III), Plon, Paris, 1946.
- Si j'étais vous (roman), Plon, Paris, 1947.
- L'Œil de l'ouragan (1943—1945) (journal IV), Plon, Paris, 1949.
- Moïra (roman), Plon, Paris, 1950.
- Le Revenant (1946—1950) (journal V), Plon, Paris, 1951.
- Sud (théâtre), théâtre de l'Athénée, Paris, 1953.
- L'Ennemi (théâtre), théâtre des Bouffes-Parisiens, Paris, 1954.
- Le Miroir intérieur (1950—1954) (journal VI), Plon, Paris, 1955.
- Le Malfaiteur (roman), Plon, Paris, 1956.
- L'Ombre (théâtre), théâtre Antoine, Paris, 1956.
- Le bel aujourd'hui (1955—1958) (journal VII), Plon, Paris, 1958.
- Chaque Homme dans sa nuit (roman), Plon, Paris, 1960.
- Partir avant le jour (autobiographie, 1900—1916), Grasset, Paris, 1963.
- Mille Chemins ouverts (autobiographie, 1916—1919), Grasset, Paris, 1964.
- Terre lointaine (autobiographie, 1919—1922), Grasset, Paris, 1966.
- Vers l'invisible (1958—1967) (journal VIII), Plon, Paris, 1967.
- L'Autre (roman), Plon, Paris, 1971.
- Ce qui reste du jour (1966—1972) (journal IX), Plon, Paris, 1972.
- Jeunesse (autobiographie), Plon, Paris, 1974.
- La Nuit des fantômes, Plon, Paris, 1976.
- La Bouteille à la mer (1972—1976) (journal X), Plon, Paris, 1976.
- Le mauvais lieu (roman), Plon, Paris, 1977.
- Ce qu'il faut d'amour à l'homme (essai), Plon, Paris, 1978.
- Demain n'existe pas (théâtre), 1979.
- L'automate (théâtre), 1979—1980.
- La Terre est si belle… (1976—1978) (journal XI), Le Seuil, Paris, 1982.
- Frère François, Le Seuil, Paris, 1983.
- La Lumière du monde (1978—1981) (journal XII), Le Seuil, Paris, 1983.
- Paris, Champ Vallon, Paris, 1984.
- Le Langage et son double, Éditions de la Différence, Paris, 1985.
- Villes, Éditions de la Différence, Paris, 1985.
- Jeunes Années, autobiographie en 4 volumes, 1985.
- Les Pays lointains (roman, Dixie I), Le Seuil, Paris, 1987.
- L'Arc-en-ciel (1981—1984) (journal XIII), Le Seuil, Paris, 1988.
- Les Étoiles du sud (roman, Dixie II), Le Seuil, Paris, 1989.
- Liberté chérie, Le Seuil, Paris, 1989.
- L'Expatrié (1984—1990) (journal XIV), Le Seuil, Paris, 1990.
- L'Homme et son ombre, Le Seuil, Paris, 1991.
- Ralph et la quatrième dimension, Flammarion, Paris, 1991.
- L'Avenir n'est à personne (1990—1992) (journal XV), Fayard, Paris, 1993.
- On est si sérieux quand on a 19 ans (journal 1919—1924), Fayard, Paris, 1993.
- L'étudiant roux (théâtre), 1993.
- Dixie (roman, Dixie III), Le Seuil, Paris, 1994.
- Dionysos Édition originale,7 eaux-fortes de Robert Clévier. 70 pages. Fayard-L'Atelier Contemporain,1994.
- Pourquoi suis-je moi ? (1993—1996) (journal XVI), Fayard, Paris, 1996.
- Dionysos ou La chasse aventureuse: poème en prose, Fayard, Paris, 1997.
- Безсмертна молодість / Jeunesse immortelle (essai), Gallimard, Paris, 1998.
- En avant par-dessus les tombes (1996—1997) (journal XVII), Fayard, Paris, 2001.
- Le grand large du soir (1997—1998) (journal XVIII), Flammarion, Paris, 2006.
- Спогади щасливих днів / Souvenirs des jours heureux, Flammarion, Paris, 2007.
- Невідомий та інші оповідання / L'Inconnu et autres récits, Fayard, Paris, 2008.